# Apopteromyia gynaptera
Apopteromyia gynaptera är en tvåvingeart som beskrevs av Fuller och Lee 1938. Apopteromyia gynaptera ingår i släktet Apopteromyia och familjen puckelflugor. Inga underarter finns listade i Catalogue of Life.